# Aloe audhalica
Aloe audhalica é uma espécie de liliopsida do gênero Aloe, pertencente à família Asphodelaceae.